# Sven Hildén
Sven Hildén (10 de noviembre de 1889 – 1 de diciembre de 1934) fue un actor y director teatral finlandés, el héroe de opereta de mayor fama del teatro de su país.

## Biografía
Su nombre completo era Sven Gunnar Johannes Hildén, y nació en Helsinki, Finlandia. Inició su carrera de actor a los 17 años de edad en Tampere, en el Teatro Tampereen Työväen. Al siguiente año, por dificultades económicas del teatro, hubo de trabajar en la empresa Effoa. En 1909 ingresó en el Tampereen Teatteri, y a mediados de la siguiente década se mudó a Helsinki, actuando en el Kansan Näyttämö. Allí trabó amistad con la directora del teatro Mia Backman, que tuvo una gran influencia en su carrera. Sin embargo, la cercanía de la Guerra civil finlandesa supuso la politización del Kansan Näyttämö, por lo que ambos artistas se trasladaron a Tampere. 
En el año 1920 Hildén dejó el Tampereen Teatteri, pasando a actuar al siguiente año en el Teatro Nacional de Finlandia, aunque en otoño de 1922 retornó al Kansan Näyttämö. Allí actuó bajo la dirección de Mia Backman, que fue acusada de favorecer a Sven Hildén en la elección de sus papeles. De hecho, el actor vivió en Helsinki como subinquilino de Backman. En esa época Hildén fue protagonista de la obra de Ernst Toller Hinkemann, entre otras piezas. 
Hildén formó durante unos siete años una famosa pareja escénica con Eine Laine. Ambos actuaron en obras como Rouva Suorasuu, Bajadeer y Laitapuolella. En los años 1920 Hildén, una estrella de la opereta, actuó también en Oulu en el Työväen Näyttämö y en otras instituciones. Además, a finales de la década también trabajó como ayudante de dirección en el Viipurin Näyttämö de Víborg. Sin embargo, en 1933 dejó el puesto por falta de confianza.
Sven Hildén fue también actor cinematográfico, participando en algunas películas mudas en las décadas de 1910 y 1920. Debutó en 1913 con la producción de Lyyra Filmi Verettömät, dirigida por Kaarle Halme.
Sven Hildén falleció en Helsinki en el año1934. Se había casado en 1928 con la actriz Aili Dagmar Kuutin.

## Filmografía
- 1913 - Verettömät
- 1915 - Kesä
- 1925 - Suvinen satu
- 1927 - Nuori luotsi